# 자수 (법률)
|                                                                  |
| 형사소송법                                                       |
| 이념과 구조                                                      |
| 무죄 추정의 원칙 · 자백배제법칙 · 전문법칙                       |
| 증거보전청구권 · 형사보상청구권 · 독수독과이론                   |
| 실체적 진실주의 · 적정절차 · 신속한 재판의 원칙                  |
| 진술거부권 · 접견교통권 · 증거개시제도                           |
| 열람등사권 · 위법수집증거배제법칙                                |
| 법원                                                             |
| 제척 · 기피 · 회피 관할 · 이송 · 법관                            |
| 피고인과 변호인                                                  |
| 피고인 ·변호인 · 성명모용자 · 공동피고인 국선변호인 · 법정대리인 |
| 검사                                                             |
| 기소독점주의 · 검사 동일체의 원칙                                |
| 수사                                                             |
| 함정수사 · 불심검문 · 임의동행 · 동행요구 · 사법경찰관           |
| 구속                                                             |
| 구속영장 · 체포영장                                              |
| 증거법                                                           |
| 정황증거 · 전문증거 · 진술조서 · 진술서 · 실황조사서 · 검증조서  |
| 진술 · 증인                                                      |
| 재판                                                             |
| 공소장 · 공소장일본주의                                          |
| 고소 · 고발 · 고소불가분의 원칙 · 자수                           |
| 상소                                                             |
| 항소, 상고 & 비상상고                                            |
| 다른 7법 영역                                                    |
| 헌법 · 민법 · 형법                                               |
| 민사소송법 · 형사소송법 · 행정법                                 |
| 포털: 법 · 법철학 · 형사정책                                     |
| v • d • e • h                                                    |

자수(自首)는 범인이 수사기관에 스스로 자기의 범죄사실을 신고하여 수사와 소추를 구하는 의사표시를 말한다. 신고한 범죄사실의 세부에 다소 차이가 있어도 상관없으며, 범죄사실을 신고하는 시기에도 제한이 없다. 그러므로 범죄가 발각된 후 신고 또는 지명수배를 받은 후라 할지라도 체포 전에 스스로 신고한 이상 자수에 해당한다. 신고방법은 범인 스스로 하거나 제3자를 통하여도 할 수 있다. 이에 비해 자백은 수사기관의 신문에 대해 범죄사실을 인정하는 진술을 하는 것이다.

## 자수의 절차 및 방식
- 자수의 방법에는 법률상 특별히 제한된 바가 없으므로 꼭 범인 자신이 할 필요는 없고, 제3자를 통하여 할 수도 있다[3]
- 일단 자수가 성립한 이상 자수의 효력은 확정적으로 발생하고 그 후에 범인이 번복하여 수사기관이나 법정에서 범행을 부인한다고 하더라도 일단은 발생할 자수의 효력이 소멸하는 것은 아니라고 할 것이다.[4]
- 형법 제52조 제1항 소정의 자수란 범인이 자발적으로 자신의 범죄사실에 수사기관에 신고하여 소추를 구하는 의사표시로서 범죄사실을 부인하거나 죄의 뉘우침이 없는 자수는 그 외형은  자수일지라도 법률상형의 감경사유가 되는 진정한 자수라고는 할 수 없다.[5]
- 범인이 수개의 범죄사실중의 일부라도 수사기관에 자진 신고한 이상 그 동기가 투명지 않고 그 후 공범을 두둔하더라도 그 자수한 부분 범죄사실에 대하여는 자수의 효력이 있다.[6]
- 피고인들이 검찰에 조사 일정을 문의한 다음 지정된 일시에 검찰에 출두하는 등의 방법으로 자진 출석하여 범행을 사실대로 진술 하였다면 자수가 성립되었다고 할 것이고 그 후 법정에서 범행 사실을 부인한다고 하여 뉘우침이 없는 자수라거나 이미 발생한 자수의 효력이 없어진다고 볼 수 없다.[7]
- 자수가 성립한 이상 그 후에 범인이 번복하여 수사기관에서 범행을 부인하더라도 자수의 효력은 소멸하지 않는다[8]

### 자수의 의미
형벌법규의 해석에 있어서 법규정 문언의 가능한 의미를 벗어나는 경우에는 유추해석으로서 죄형법정주의에 위반하게 된다. 그리고 유추해석금지의 원칙은 모든 형벌법규의 구성요건과 가벌성에 관한 규정에 준용되는데, 위법성 및 책임의 조각사유나 소추조건, 또는 처벌조각사유인 형면제 사유에 관하여 그 범위를 제한적으로 유추적용하게 되면 행위자의 가벌성의 범위는 확대되어 행위자에게 불리하게 되는바, 이는 가능한 문언의 의미를 넘어 범죄구성요건을 유추적용하는 것과 같은 결과가 초래되므로 죄형법정주의의 파생원칙인 유추해석금지의 원칙에 위반하여 허용될 수 없다.
한편 형법 제52조나 국가보안법 제16조 제1호에서도 공직선거법 제262조에서와 같이 모두 '범행발각 전'이라는 제한 문언 없이 "자수"라는 단어를 사용하고 있는데  형법 제52조나 국가보안법 제16조 제1호의 "자수"에는 범행이 발각되고 지명수배된 후의 자진출두도 포함되는 것으로 판례가 해석하고 있으므로 이것이 "자수"라는 단어의 관용적 용례라고 할 것인바, 공직선거법 제262조의 "자수"를 '범행발각 전에 자수한 경우'로 한정하는 풀이는 "자수"라는 단어가 통상 관용적으로 사용되는 용례에서 갖는 개념 외에 '범행발각 전'이라는 또다른 개념을 추가하는 것으로서 결국은 '언어의 가능한 의미'를 넘어 공직선거법 제262조의 "자수"의 범위를 그 문언보다 제한함으로써 공직선거법 제230조 제1항 등의 처벌범위를 실정법 이상으로 확대한 것이 되고, 따라서 이는 단순한 목적론적 축소해석에 그치는 것이 아니라, 형면제 사유에 대한 제한적 유추를 통하여 처벌범위를 실정법 이상으로 확대한 것으로서 죄형법정주의의 파생원칙인 유추해석금지의 원칙에 위반된다.

## 판례

### 자수감경 긍정사례
- 피고인이 수사기관에 자진출석하였으나 처음에는 그 범행사실을 명백히 부인하다가 그 이후의 수사과정이나 재판과정에서 범행을 시인한 경우에는 자수한 것으로 볼 수 없다[10].
- 피고인이 검찰에 조사 일정을 문의한 다음 지정된 일시에 검찰에 출두하는 등의 방법으로 자진출석하여 범행을 시인하였다가 그후 법정에서 범행사실을 부인한 경우에는 자수한 것으로 볼 수 있다[11].
- 수사기관에 자수서를 소지하고 자발적으로 출석하였으나 조사를 받으면서 범행을 부인하다가 구속된 직후에 자수서를 제출하고 범행사실을 시인한 경우에는 자수한 것으로 볼 수 없다[12].
- 피고인이 대마초 41g씩을 은박지에 포장하여 운동화 1켤레의 각 안창 밑에 넣은 다음 이를 신은채 김포세관 문형 검색장치를 통과하려고 할 때 금속탐지음이 울리자 김포세관 소속 공무원 甲이 피고인에게 휴대품을 꺼내도록 한 다음 다른 휴대품이 있는지 여부를 물으면서 휴대용 금속탐지기로 피고인의 몸을 검색하였는데, 그래도 피고인의 하체 부근에서 계속 금속탐지음이 나자 피고인에게 무엇이냐고 물으므로 피고인이 담배라고 대답하였고, 그 직후 대마초임을 직감한 위 甲이 다시 대마초냐고 묻자 피고인이 대마초를 은닉소지한 사실을 시인하여 피고인을 김포세관 특수조사과에 인계한 경우 자수한 것으로 볼 수 없다[13].

### 자수감경 부정사례
- 법인의 직원 또는 사용인이 위반행위를 하여 양벌규정에 의하여 법인이 처벌받는 경우, 법인에게 자수감경에 관한 형법 제52조 제1항의 규정을 적용하기 위하여는 법인의 이사 기타 대표자가 수사책임이 있는 관서에 자수한 경우에 한하고, 그 위반행위를 한 직원 또는 사용인이 자수한 것만으로는 위 규정에 의하여 형을 감경할 수 없다[14].

## 같이 보기
- 대한민국 형법 제52조 (자수, 자복)
- 자백